# Storsileshår
Storsileshår (Drosera anglica) är en växtart i familjen sileshårsväxter och har en cirkumboreal utbredning. I Sverige är arten vanlig i de mellersta och norra delarna, utom i de allra nordligaste fjälltrakterna. Den förekommer mer sällsynt ända ner i Skåne. Den växer oftast på myrar. 

## Synonymer
Drosera longifolia L. nom. rej.
Rorella longifolia (L.) All.